# Erzquell Brauerei
 (avril 2021).
Erzquell Brauerei fait référence à deux brasseries légalement indépendantes, la première basée à Bielstein en Rhénanie-du-Nord-Westphalie et la deuxième à Mudersbach en Rhénanie-Palatinat.

## Histoire

### Erzquell Brauerei Bielstein
La brasserie Erzquell Bielstein est fondée en 1900 par Ernst Kind sous le nom d'Adler Brauerei GmbH. Ernst Kind avait une filature à Bielstein. En raison de difficultés économiques, il tente un nouveau départ à l'âge de 50 ans. Il apprend le brassage de la bière à Weihenstephan, en Bavière. Après la construction d'une conduite d'eau, qui fournit encore de l'eau de source douce pour les bières de Bielstein, la première pils est produite le 5 septembre 1900. L'année de fondation, la production est de 15 000 hl.
Pendant la Première Guerre mondiale, des couverts en aluminium pour l'armée et de la farine de feuilles pour les chevaux de l'armée sont produits à la place de la bière. En 1920, Carl Haas, le gendre de Kind, reprend la direction. Dans les années 1930, la brasserie acquiert une participation majoritaire dans la brasserie Siegtal Burgmann & Wildenberg. En 1936, elle est transformée en société en commandite. Comme il y a une brasserie Adler à Cologne, le nom devient Bielsteiner Brauerei en plus du changement de forme juridique. Après la Seconde Guerre mondiale, la production de bière reprend en 1948 sous la direction de Werner Haas. De vastes mesures de modernisation sont menées dans les années suivantes. Elle produit également de la kölsch. En 1976, la Bielsteiner Brauerei est rebaptisée Erzquell-Brauerei. Axel Haas reprend la direction de son défunt père en 1983. Dans les années 1980, des investissements sont réalisés dans le remplissage des fûts et des bouteilles. La brasserie actuelle avec des bouilloires en cuivre est mise en service en 1987.
Le 2 avril 2014, l'Office fédéral de lutte contre les cartels impose à Erzquell-Brauerei Bielstein ainsi qu'à d'autres brasseries en Allemagne et au Verband Rheinisch-Westfälischer Brauereien e. V. des amendes pour fixation interdite des prix de la bière. Le montant légal de l'amende s'élève au total à 231,2 millions d'euros.

### Erzquell Brauerei Siegtal
La brasserie Erzquell Siegtal est fondée en 1885 par Hermann Burgmann et Heinrich Wildenberg sous le nom de Siegtal Brauerei Burgmann & Wildenberg oGH. Le lieu de brassage est Mudersbach-Niederschelderhütte. L'entreprise se développe si rapidement au cours des premières années qu'il faut du capital pour son expansion. En 1910, les fondateurs transforment leur brasserie en une société par actions. Pendant la Grande Dépression, l'entreprise a des difficultés financières. Carl Haas, directeur de la brasserie Adler à l'époque, soutient la brasserie financièrement en 1930 et en différant les créances des livraisons de malt, la sauvant ainsi de la faillite. En retour, la brasserie Adler reçoit une participation majoritaire dans Siegtal-Brauerei AG la même année. Dès lors, Paul Schön reprend la direction de la brasserie.
En 1950, la brasserie est modernisée. La production de la brasserie, désormais commercialisée sous le nom de Siegtal-Brauerei Schön & Co. KG, ne cesse d'augmenter dans les années 1950. En plus de la Siegtal Pils et de la Siegtal Erzquell, une bière spéciale plus fortement brassée, une bock brune (Schwarzer Bock) et une Malzbier (Siegtal malt) sont également produites. La brasserie tire son eau de brassage d'une source dans le Giebelwald au-dessus de la brasserie. L'eau de source est acheminée à la brasserie via une conduite d'eau de quatre kilomètres et utilisée dans le processus de brassage sans additifs ni traitement. En 1963, la production dépasse 100 000 hectolitres. En conséquence, la brasserie doit être agrandie à nouveau
. En 1976, la Siegtal-Brauerei est rebaptisée Erzquell-Brauerei Siegtal. Axel Haas devient le directeur général de la brasserie en 1979. En plus de l'Erzquell Pils, la brasserie Erzquell Siegtal produit de l'Erzquell Dark, une Schwarzbier exclusivement destinée à l'exportation. Les principales ventes sont dans le Siegerland et le Westerwald.

### Coopération
Le processus de concentration de l'industrie brassicole allemande à la fin des années 1960 conduit les deux brasseries à coopérer, tout en conservant leur indépendance. La marque "Erzquell Pils" est créée à la suite de cette coopération. En raison de l'augmentation du volume du marché, il est possible d'utiliser davantage de mesures publicitaires afin de mieux se positionner face à la concurrence.

## Production
- Zunft Kölsch
- Black (mélange Kölsch-Cola)
- Zunft Radler
- Zunft Alkoholfrei
- Zunft Fassbrause
- Bergisches Landbier
- Bergischer Radler
- Bergischer Radler Alkoholfrei
- Erzquell Pils
- Erzquell Radler
- Erzquell Alkoholfrei
- Golden Malz
- Siegtaler Landbier